# Кале (Орляк)
Кале (на гръцки: Καλές, Калес) е археологически обект край долноджумайското село Орляк (Стримонико), Гърция.

## Местоположение
Крепостта е разположена на 2,5 km запад-югозапад от Орляк в Лахненските планини, над пътя минаващ по река Кочана (Стримонико) за Солун.

## История
В 2010 година археологическата служба обявява Калето за защитен археологически обект, „в който има останки от крепост с повърхностни находки, които са предимно от римско време и останки от византийски укрепления“.
Въз основа на вида на конструкцията крепостта е създадена през Късната античност, може би през III век, когато с края на Pax Romana и нахлуването на различни варварски племена на Балканите, селското население започва да търси убежище в укрепени селища. Вероятно е изоставена, тъй като нашествията се засилват през следващите векове. Изоставянето става най-късно с идването на славяни и авари в края на VII век.

## Описание
Крепостта е построена на върха на покрит с гъста растителност хълм, южно от река Кочана. Намира се до модерния път Сяр – Солун, на около километър след пункта за пътна такса в посока Солун.
Малко останки от укреплението са оцелели. Стената има периметър от около 450 m и структурата ѝ се състои от камъни с различна големина със свързващ хоросан между тях и фрагменти от керамика в пролуките.
Най-запазената част от стената е в югоизточния ъгъл. Този участък е с дължина около 8 m, височина 2,5 m и дебелина 1,50 m. Намира се на мястото, където е била най-уязвимата точка на замъка – шийката от южната му страна, която съединява хълма на крепостта с прилежащия по-висок склон.
От северната страна са запазени части от стената с височина до 2 m. Характерно за северната стена е интензивното използване на керамика в зидарията. Някои части от западната стена са запазени на ниска височина от 1 до 1,5 m.
Останалата част от укреплението е запазена на ниска височина или е покрита с растителност, но следите от стената се виждат. В проучвания от 2004 година се споменават останки от сгради вътре в крепостта. В най-високата точка са запазени основите на правоъгълна сграда.